# Epilobium madrense
Epilobium madrense là một loài thực vật có hoa trong họ Anh thảo chiều. Loài này được S.Watson mô tả khoa học đầu tiên năm 1888.